# Enrico Costa (écrivain)
Pour les articles homonymes, voir Costa et Enrico Costa.
Enrico Costa (né en 1841 et mort en 1909) est un écrivain et un journaliste de Sardaigne originaire de Sassari.